# Potou-Tano jezici
Potou-Tano jezici skupina od (41) jezik kojise govore u državama Gana, Togo, Benin i Obala Slonovače. Pripada širojskupini nyo.
a. basila-adele (2): adele, anii.
b. Ega (1): ega.
c. lelemi (4):
c1. Lelemi-Akpafu (2) Gana: lelemi, siwu.
c2. Likpe-Santrokofi (2) Gana: sekpele, selee.
d. Logba (1) Gana: logba.
e. potou (2) Obala Slonovače: ebrié, mbato.
f. tano (31):
f1. Centralni (12):
a. Akan (4) Gana, Benin: abron, akan, tchumbuli, wasa.
b. Bia (8): 
a. Sjeverni (5): anufo, anyin, anyin morofo, baoulé, sehwi.
b. Južni (3): ahanta, jwira-pepesa, nzema.
f2. Guang (16):
b1. Sjeverni Guang (12): chumburung, dompo, dwang, foodo, gikyode, ginyanga, gonja, kplang, krache, nawuri, nchumbulu, nkonya.
b2. Južni Guang (4): awutu, cherepon, gua, larteh.
f3. Krobu (1) Obala Slonovače: krobu.
f4. Zapadni (2) Obala Slonovače: abure, beti.

## Klasifikacija
Nigersko-kongoanski jezici (Niger-Congo), 
Atlantsko-kongoanski jezici (Atlantic-Congo), 
Voltaško-kongoanski jezici (Volta-Congo), 
Kwa jezici (Kwa), 
Nyo jezici (Nyo)
Potou-Tano: Basila-Adele (2); Ega (1); Lelemi (4); Logba (1); Potou (2); Tano (31).

## Vanjske poveznice
- Ethnologue (14th)
- Ethnologue (15th)